# Omar Esparza
Omar Alejandro Esparza Morales (* 21. Mai 1988 in Tototlán, Jalisco) ist ein ehemaliger mexikanischer Fußballspieler, der entweder in der Verteidigung oder im Mittelfeld eingesetzt wird und bisher ausschließlich für seinen Heimatverein Chivas Guadalajara unter Vertrag stand. Gelegentlich kommt er auch für die unter anderen Namen und in der zweiten oder dritten Liga spielenden Reservemannschaften von Chivas zum Einsatz.

## Verein
Omar Esparza gab sein Profidebüt in der mexikanischen Primera División am 15. Oktober 2005 im Alter von gerade mal 17 Jahren bei einem Spiel von Chivas Guadalajara gegen den CF Monterrey, in dem er elf Minuten lang zum Einsatz kam. In der Apertura 2006 gehörte Esparza zum Kader der Meistermannschaft von Guadalajara, die den elften Meistertitel der Vereinsgeschichte gewann. Einen weiteren Meistertitel gewann er in der Clausura 2016 mit dem CF Pachuca.

## Nationalmannschaft
Esparza gehörte auch zum Kader der mexikanischen U-17-Nationalmannschaft, die die in Peru ausgetragene U-17-Fußball-Weltmeisterschaft 2005 gewann. Die bei einem solchen Wettbewerb erstmals erfolgreichen Mexikaner wussten vor allem in der Endphase dieses Turniers zu überzeugen, als sie im Halbfinale die Holländer mit 4:0 überrollten und im Endspiel auch gegen den Titelverteidiger Brasilien mit 3:0 deutlich die Oberhand behielten.
In den Jahren 2007 und 2008 kam Esparza zu drei Einsätzen für die mexikanische A-Nationalmannschaft.

## Erfolge
- Mexikanischer Meister: Apertura 2006, Clausura 2016
- U17-Weltmeister: 2005

| Personendaten    | Personendaten                   |
| ---------------- | ------------------------------- |
| NAME             | Esparza, Omar                   |
| ALTERNATIVNAMEN  | Esparza Morales, Omar Alejandro |
| KURZBESCHREIBUNG | mexikanischer Fußballspieler    |
| GEBURTSDATUM     | 21. Mai 1988                    |
| GEBURTSORT       | Tototlán, Jalisco               |